# Ingvar Wedervang
Ingvar Brynhjulf Wedervang, född 21 juli 1891 i Kristiania, död 4 december 1961 i Bergen, var en norsk statistiker och nationalekonom.
Wedervang blev cand. øcon. 1913, verkade i Statistisk Sentralbyrå 1913-15 och hos godsägare Treschow 1916-18, var avdelningschef i Statens Rationeringsdirektorat 1918-20, konsult i Statens Prisdirektorat 1920-23. År 1925 tog han doktorsgraden på avhandlingen Om seksualproporsjonen ved fødselen, blev docent i statistik 1925 och var professor i statistik och nationalekonomi vid universitetet i Oslo 1927-36. Han var professor vid Norges handelshøyskole i Bergen 1937 och dess rektor 1937–57, men tillbringade under den tyska ockupationen en tid i koncentrationsläger på grund av sitt motstånd mot nazismen.
Förutom nämnda avhandling publicerade han en rad artiklar, främst i "Statsøkonomisk Tidsskrift", för vilken han var redaktör 1927-37 och utgav bland annat arbetet Om inntektsanvendelsen, særlig opsparingen i Norge (1927).